# Udea alaskalis
Udea alaskalis là một loài bướm đêm trong họ Crambidae.